# 베이브 애덤스
찰스 벤저민 "베이브" 애덤스(Charles Benjamin "Babe" Adams, 1882년 5월 18일 ~ 1968년 7월 27일)는 피츠버그 파이리츠와 거의 자신의 전체 경력을 보낸 메이저 리그 베이스볼에서 투수로 활약한 미국의 야구 선수였다. 자신의 뛰어난 스트라이크 존으로 알려지고, 그의 9개 투구 이닝에 1.29 볼넷의 경력 평균은 20세기의 2번째로 최저였고, 그의 14.6개 투구 이닝의 하나의 볼넷의 1920년 평점은 2005년까지 근대 기록이었다. 그는 오른손 잡이에 의한 경력 승리 (194)를 위한 파이리츠의 프랜차이즈 기록을 나누고, 경력 무실점 (47)을 위한 팀 평점을 보유하며 1926년부터 1962년까지 경력 투구 경기 (481)를 위한 팀 기록을 보유하였다.

## 어린 시절
인디애나주 팁턴에서 태어나 어린이로서 야구가 인기있던 미주리주 마운트모리아로 이주하였다. 1904년 자신이 미주리주에 기지를 둔 스카우트에 의하여 발견된 후 그는 1905년 미주리 밸리 리그의 파슨스 프리처스와 마이너 리그 야구를 하는 데 계약이 맺어졌다.

## 메이저 리그 베이스볼 경력
1906년 4월 18일 그는 세인트루이스 카디널스와 메이저 리그 베이스볼 데뷔를 하여 4 이닝 출발 경기에서 패배를 가져갔으나 다시는 그들을 위하여 투구하지 않았다. 1907년 9월 그의 계약은 파이리츠로 팔렸다. 자신의 첫 완전한 해인 1909년 정규 시즌에서 1.11의 평균자책점과 12 승 3 패로 간 후, 애덤스는 자신의 스타일이 디트로이트 타이거스를 상대로 어려움을 가진 아메리칸 리그 투수와 비슷하다고 한 내셔널 리그 회장 존 헤이들러에 의한 예상에 이어 첫번째 경기의 놀라운 출발 선수로 임명된 후, 월드 시리즈의 스타 선수가 되었다. 그는 3개의 완료 경기 승리를 거두었으며, 그 경기들의 각각은 6 타자였다. 7번째 경기의 무실점과 함께 2002년 존 래키에 의하여 야구 역사상 한번 되풀이되어 온 7번째 경기를 시작하고 우승하는 데 월드 시리즈 역사상 첫 신인 선수가 되었다. 그는 또한 1925년 파이리츠의 월드 시리즈 우승에 놓인 단 하나의 일원이기도 하였다. 1916년 오프의 한해는 5.72로 올라간 그의 평균자책점이 그를 웨스턴 어소시에이션으로 맡기는 것을 보았으나 1918년 후순에 그는 자신의 진보를 다시 보고 파이리츠에 재가입하여 1926년까지 머물렀다.
애덤스는 가장 좋은 기수로 알려졌다. 1914년 7월 17일 그는 뉴욕 자이언츠를 상대로 볼넷을 허용하지 않으면서 전체의 21 이닝 경기를 투구하였으나 21번째의 정상에서 래리 도일의 홈런에 3 대 1로 패하면서 메이저 리그 역사상 볼넷 없이 장기적 경기였다. 루브 마쿼드도 승리를 얻는 데 자이언츠를 위하여 그 거리에 가 2개의 볼넷을 허용하였다. 1920년 애덤스는 263개의 이닝에서 18개 만의 볼넷을 허용하였다.
자신의 경력에서 애덤스는 194 승 140 패의 기록을 수집하였다. 그의 평균자책점은 2.76 이었다. 그의 마지막 경기는 1926년 8월 11일에 있었으며, 공공연하게 그는 벤치에 앉는 데 허용하지 않은 빌 매케치니 감독을 비판해 온 전 감독이자 팀의 부회장 프레드 클라크를 요청한 선수들의 단체에 가입한지 며칠 후에 나왔다. 그는 전혀 다른 메이저 리그 경기에 나가지 않았다.

## 이후의 생애
애덤스는 이후에 마운트모리아에 맡겨진 마이너 리그들을 감독하고, 제2차 세계 대전과 한국 전쟁이 일어나는 동안 기자와 해외 특파원으로 일하였다. 86세의 나이로 메릴랜드주 실버스프링에서 인후암으로 사망하였다.